# Sergio Sendel
Arnoldo Sergio Santaella Sendel, lepiej znany jako Sergio Sendel (ur. 4 listopada 1966 roku w Meksyku) – meksykański aktor telewizyjny i filmowy.

## Filmografia
- 1990: Mi pequeña Soledad jako Gustavo 'Tavo'
- 1991: Alcanzar una estrella II jako Rico
- 1991: Muchachitas jako Pedro Ortigoza Domínguez
- 1993-94: Dos mujeres, un camino jako Raymundo Soto #2
- 1999: Tres mujeres (Trzy kobiety) jako Adrián de la Fuente
- 2000: Ramona jako szeryf Jack Green
- 2001: Virginia (La Intrusa) jako Danilo Roldán Limantur
- 2002: La Otra (Inna kobieta) jako Adrián Ibáñez
- 2004: Grzesznica (Amarte es mi Pecado) jako Arturo Sandoval de Anda - protagonista
- 2005: La esposa virgen jako Fernando Ortiz Betancourt
- 2006: Heridas de amor jako César Beltrán Campuzano
- 2006: Epoka lodowcowa 2: Odwilż (Ice Age: The Meltdown) jako Diego (głos)
- 2007: Miłość jak tequila (Destilando Amor) jako Aarón Montalvo Iturbe
- 2008-2009: 'Mañana es para siempre jako Damián Gallardo Roa
- 2011-2012: Una familia con suerte jako Vicente Irabien Rubalcaba[4]
- 2013-2014: Za głosem serca (Lo que la vida me robó) jako Pedro Medina
- 2015: Lo imperdonable jako Emiliano Prado-Castelo Duran